# ایزدان کهن و نو
«ایزدان کهن و نو» (انگلیسی: The Old Gods and the New) قسمت ششم از فصل دومِ مجموعهٔ تلویزیونیِ خیال‌پردازانهٔ بازی تاج‌وتخت و قسمت ۱۶ از کلِ این سریال است.
فیلم‌نامه‌نویس این قسمت ونسا تیلور و کارگردان آن دیوید ناتر است و برندهٔ جایزه امی ساعات پربیننده برای بهترین چهره‌پردازی در یک سریال تک‌دوربینه شد.